# Andrzej Bartosiak
Andrzej Bartosiak (ur. 1954) – polski hokeista.
Zawodnik grający na pozycji obrońcy. W latach 1976–1982 bronił barw Łódzkiego Klubu Sportowego, z przerwą na grę w Baildonie Katowice w sezonie 1979/1980.